# Concejo de la Mesta
La Mesta, formalment en castellà "Honrado Concejo de la Mesta de pastores", era una agrupació de ramaders castellans que regulaven la transhumància en l'edat mitjana i edat moderna als regnes de la península Ibèrica.
Va ser creat el 1273 per Alfons X de Castella, reunint a tots els pastors de Lleó i de Castella en una associació nacional i atorgant-los importants privilegis com ara lliurar-los del servei militar, de testificar als judicis, drets de pas i pasturatge.
Amb anterioritat els ramaders es reunien en assemblees o consells anomenats "mestas" en diverses localitats dues o tres vegades a l'any per tal de tractar dels negocis referents als seus bestiars i per distingir i separar els animals sense amo conegut que s'haguessin mesclat.
Durant l'edat mitjana i amb el pas del temps a la Mesta, com passarà a ser coneguda, se li afegeix nous privilegis reals i una fiscalització especial per protegir-la dels agricultors, el que va provocar llargues i incomptables baralles fins a l'any 1836 en què fou abolida.
La Mesta és considerada com una de les agrupacions corporatives o gremi més importants d'Europa de l'edat mitjana.

## Pastors i pagesos
A la Península, durant la conquesta feudal hispànica, els regnes cristians i musulmans estaven separats per una franja de territori que podia arribar a tenir fins a un centenar de km d'amplada, gairebé despoblats, ja que era terra de ningú i sotmesa a contínues incursions bèl·liques dels dos bàndols. En aquestes terres no valia la pena llaurar, perquè les campanyes bèl·liques s'organitzaven a l'estiu, en l'època de les collites, de manera que el més probable és que, per uns o per altres, acabessin cremades o saquejades.
Aquest territori l'aprofitaven els pastors, el ramat del qual es podia moure d'un lloc a un altre, practicant la transhumància, de manera que el recorrien durant la tardor i l'hivern (temporades fredes) i, en la temporada de campanyes (primavera i estiu), es refugiaven a les muntanyes del nord, més humides i que conservaven les seves pastures durant el temps càlid, aconseguint formar una ramaderia molt important. La raça principal d'ovella d'aquests ramats era l'ovella merina, que tenia una llana de gran qualitat i era apreciada (i encara ho és) a tot Europa. Els mercats més importants per a la llana eren Medina del Campo i Burgos. Conforme avança la Reconquesta, aquestes terres es van repoblant i llaurant, mentre s'estableix una altra franja de terra de ningú, més cap al sud.

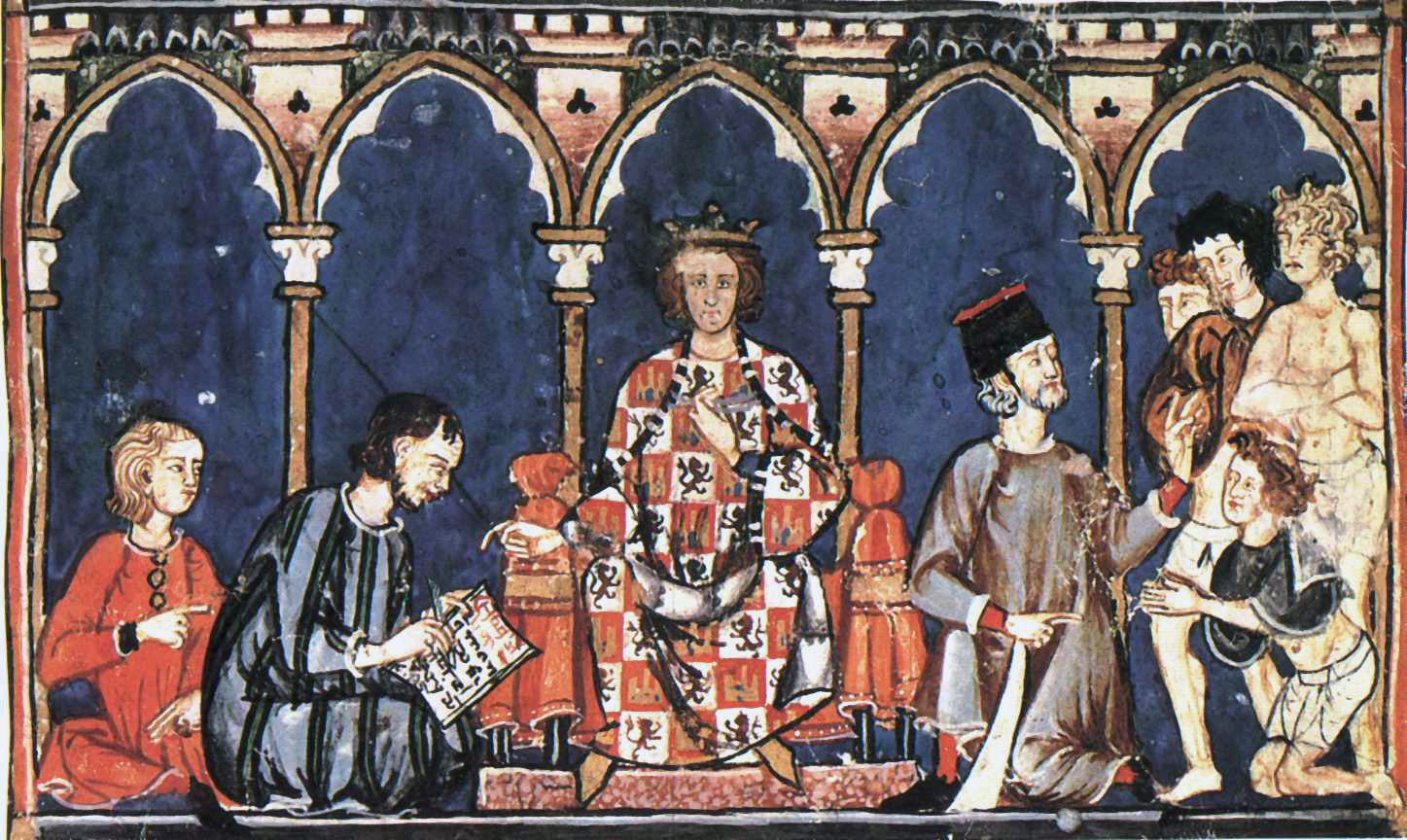
Alfons el Savi

Quan el rei Ferran III de Castella va donar un gran impuls a la Reconquesta (segle xiii), incorporant als seus regnes gran quantitat de territori i fent tributaris als regnes moros" que quedaven, la terra de ningú esdevé segura i els pagesos llauren les pastures, prohibint el pas dels bestiars que es menjaven les plantes verdes. Tenint en compte que una altra gran riquesa de Castella és el blat, els reis (començant pel successor de Ferran III, Alfons X el Savi) es veuen en la necessitat de promulgar lleis per defensar a uns i altres, protegint les collites en general, establint camins delimitats per al bestiar entre les terres conreades (vies pecuàries, etc.) per facilitar la transhumància i el pas entre unes zones de pastures i altres, generalment situades en zones de difícil rompuda.

## Història

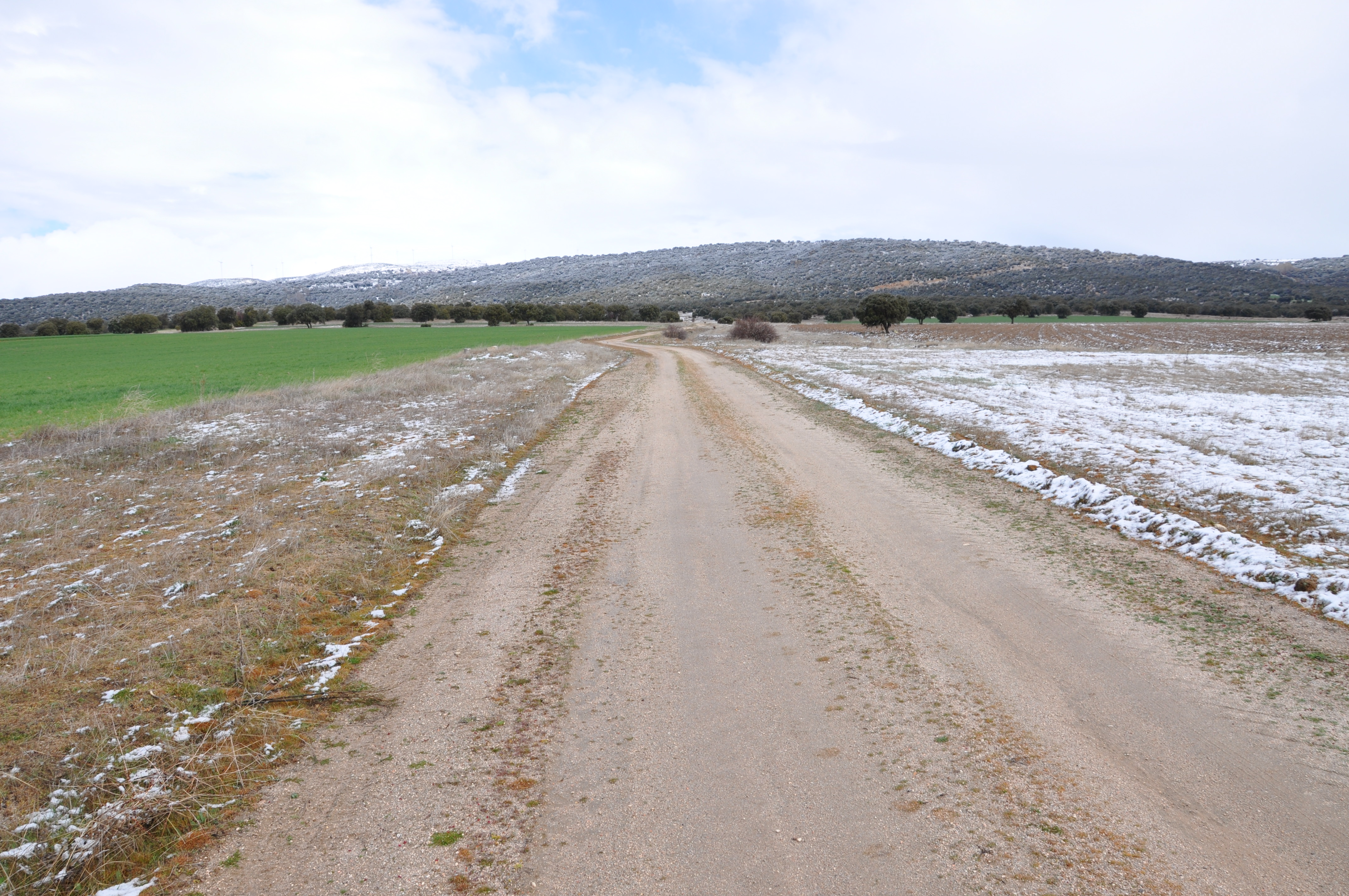
Carrerada Reial Lleonesa Occidental en la Vall d'Amblés, Àvila, Espanya.

Les agrupacions de pagesos i ramaders es van fusionar en la Reial societat de ramaders de la Mesta, segons el privilegi d'Alfons X el Savi, en 1273, encara que la seva denominació i reglamentació és de 1347, regnant Alfons XI. Com s'ha dit, amb la seva creació, s'intentava evitar possibles conflictes entre agricultors i ramaders, ja que aquests últims, havien de travessar les terres dels agricultors amb els seus ramats dues vegades l'any, produint danys en els seus cultius. Això es va esmenar, construint uns itineraris concrets, els de major amplària es deien cañadas (carrerades en català), i les més importants entre elles es deien canyades reials, donant testimoni de la seva creació pel rei.
A les Corts de Toledo de 1480, es decreta deixar lliure el pas de ramats entre Aragó i Castella, manifestant el paper preponderant que els Reis Catòlics donarien a la Mesta. El mateix any un altre decret atorgava llibertat absoluta per al trànsit de bestiars en ambdós regnes. Amb això no només pretenien protegir aquesta activitat, sinó també incrementar els ingressos de la corona mitjançant l'arrendament i la venda de drets de pastures. A partir de llavors el president de la Mesta seria el membre més antic del Consell Reial.
Des de l'any 1500, la Mesta s'organitzava celebrant dues assemblees a l'any, una al sud de la península entre gener i febrer, i l'altra al nord, entre els mesos de setembre i octubre. La tasca d'aquestes assemblees era principalment assumptes de caràcter intern com l'organització de les transhumàncies properes, ordre de pas, i l'elecció dels càrrecs que havien de dirigir la Mesta.
El càrrec principal era el de President, els 4 alcaldes de quadrilla que l'ajudaven en les seves tasques i els alcaldes majors. També tenien una rellevància important els jutges de comissió, encarregats de jutjar i multar els que no complissin l'extensa normativa de la Mesta.
Hi ha un gran desconeixement sobre el funcionament a nivell institucional de la Mesta, el que ha provocat tota mena d'especulacions al respecte i ha creat "la llegenda negra" que deia que des dels Reis Catòlics, la Mesta era una màquina perfecta per la seva organització, atribucions i actuacions.
Va ser una organització molt poderosa a causa dels privilegis que els reis li concediren, ja que la llana era un dels productes principals d'exportació de Castella a Europa, per la qual cosa s'havia de possibilitar la producció de llana, de vegades en detriment de l'agricultura, amb el cas paradigmàtic d'Extremadura amb la quasi desaparició de l'agricultura prèviament dominant.
La Mesta va ser una de les causants de la desforestació soferta a la península al llarg de la seva existència, ja que la gran quantitat de bestiar necessitava molta pastura per alimentar-se.
La seva decadència i posterior desaparició en l'any 1836, va tenir diversos motius:
- Elevats preus que fan que les exportacions de la llana comencin a ser menys competitives.
- Continus conflictes entre ramaders i la indústria que a poc a poc van prenent poder i els van llimant certs privilegis.
- Les guerres amb Portugal, que fan que moltes canyades no puguin ser utilitzades.
- La creixent necessitat de diners de la Corona, que fa que la Mesta perdi privilegis de tipus econòmic.

## Carrerades reials

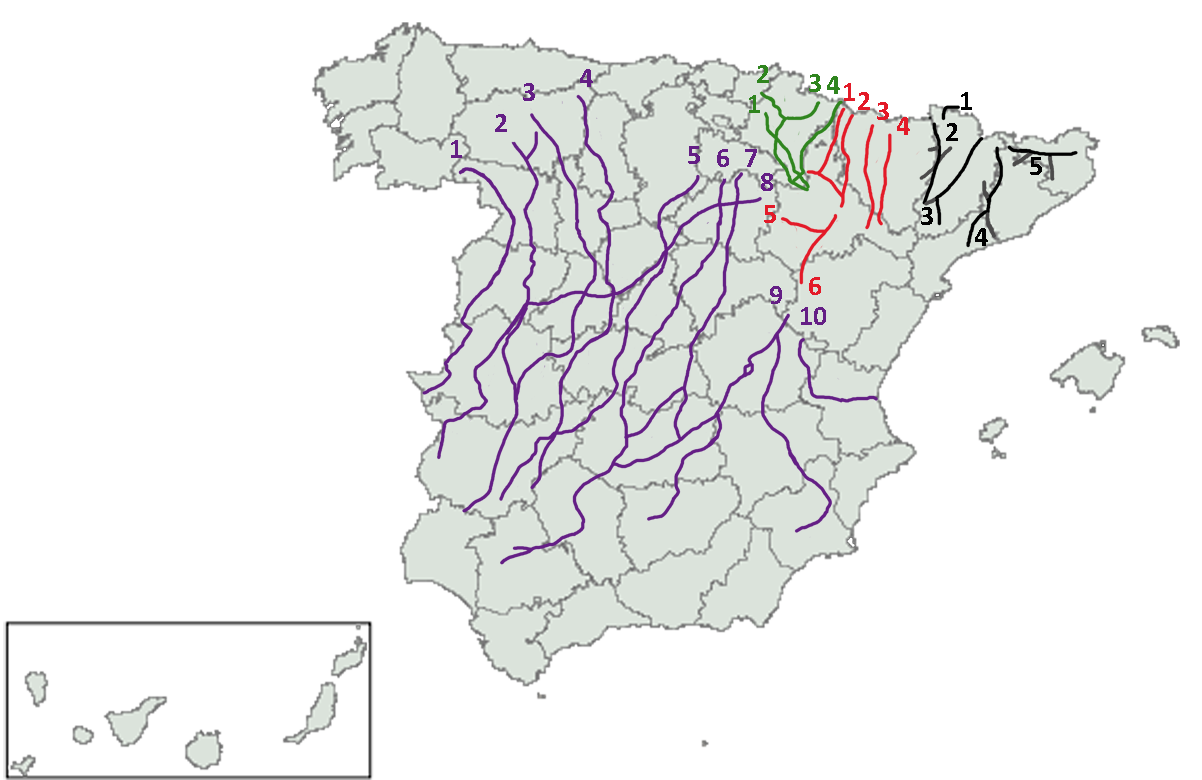
Principals carrerades reials de Castella i els seus equivalents en els altres regnes de les Espanyes

Les principals carrerades reials per la qual circulaven els ramats de la mesta van ser:
- Carrerada Reial de la Plata, partia de Lleó, travessava Zamora, Salamanca, Béjar i des d'allà es dirigia a Plasència, Càceres, Mèrida i Badajoz, amb ramificacions fins a Portugal i Andalusia.
- Carrerada Reial Lleonesa Occidental
- Carrerada Reial Lleonesa Oriental
- Carrerada Reial Soriana Oriental
- Carrerada Reial Soriana Occidental
- Carrerada Reial Segoviana, partia de La Rioja amb dos ramals, el 1r es dirigia al sud-oest per Burgos, Palència, Segòvia i Àvila, per unir-se en Béjar amb la lleonesa i el 2n partint de Cameros, passava per Sòria, Sigüenza, El Escorial fins a Talavera de la Reina, continuant per un ramal cap a Guadalupe (Càceres), Almadén i arribava a la vall del Guadalquivir.
- Carrerada Reial Manxega naixia a Conca amb les planes murcianes, travessant la Manxa i part alta de la conca del Guadalquivir.
- Carrerada Reial de Conca
- Carrerada Reial de Fuengirola

Quan arribaven a prop de les seves destinacions, havia tot un seguit de camins menors, amb diversos noms segons la seva importància: cordes, cordills, etc., Per repartir el bestiar per les zones de pastures.